# Giờ mùa hè Trung Âu
| Xanh dương nhạt | Giờ Tây Âu (UTC+0)                                               |
| xanh dương      | Giờ Tây Âu (UTC+0) Giờ mùa hè Tây Âu (UTC+1) Giờ mùa hè Anh Quốc |
| nâu             | Giờ Trung Âu (UTC+1) Giờ mùa hè Trung Âu (UTC+2)                 |
| kaki            | Giờ Đông Âu (UTC+2) Giờ mùa hè Đông Âu (UTC+3)                   |
| vàng            | Giờ Kaliningrad (UTC+2)                                          |
| lục nhạt        | Giờ Viễn đông châu Âu/ Giờ Moskva (UTC+3)                        |

Giờ mùa hè Trung Âu (viết tắt theo tiếng Anh là CEST - Central European Summer Time) là tên gọi khác của múi giờ UTC+2. Nó được dùng như là giờ mùa hè tại các nước Trung Âu, nơi sử dụng múi giờ UTC+1 trong suốt mùa đông.
Từ năm 1996, giờ mùa hè Trung Âu được thống nhất từ 2:00 giờ (theo múi giờ Giờ chuẩn Trung Âu vào ngày Chủ Nhật cuối cùng của tháng 3 đến 3:00 (Giờ chuẩn Trung Âu) ngày Chủ Nhật cuối cùng của tháng 10 hàng năm. Trước đó, khái niệm này chưa được thống nhất giữa các quốc gia châu Âu.